# Detrás de las cámaras (programa de televisión)
Detrás de las cámaras fue un programa de investigación sobre el espectáculo, entretenimiento y figuras Venezolanas que dejaron una pauta reconocible. Fue conducido por el periodista, animador y actor Luis Olavarrieta, y transmitido por Televen.
Fue estrenado el miércoles 19 de junio de 2013, y finalizó el 16 de diciembre de 2015. Después de su último programa se sigue emitiendo.

## Formato
Es un programa de investigación narrado por actores, productores, vestuaristas como toda aquella persona que esté involucrada en la realización de la televisión nacional, cuyo objetivo es descifrar, revivir, anécdotas y experiencias dentro y fuera del set de grabación.
Cada celebridad será su propio juez y dejará expuestas las acciones realizadas por sus mismos compañeros y así conocer bajo el testimonio de sus protagonistas que hay “Detrás de las cámaras”.
Este programa busca conocer más de cerca los escándalos, hechos, vivencias, experiencias y anécdotas de todo los que se vive en la grabación de un programa o una telenovela. Aunque a partir de 2014 empieza a variar también temas como teatro, doblaje, redes sociales, artistas musicales, entre otros.
Detrás de las cámaras logrará dejar al descubierto lo que muchos quieren saber sobre los excesos, conflictos, especulaciones y rivalidades dentro del entorno de las celebridades venezolanas.
Todo se realiza con una escenografía que consta de un fondo negro y un gran sillón rojo, que sería la imagen emblemática del programa.

## Reconocimientos
El programa ha logrado tener un gran reconocimiento por parte de la audiencia, entre ello, ha logrado ser uno de los programas más visto del canal y de la televisión en el horario de las 8pm, también ha logrado ser tendencia en los primeros lugares en Twitter.
Entre los diferentes programas que han logrado conmoción en la televisión van temas como el programa Bienvenidos (con el cual empezó como primer capítulo), Miss Venezuela, entrevista y asesinato a Mónica Spear, la telenovela Por estas calles, animadores emblemáticos, realidad social en Caracas, Doblaje venezolano, Humor en Venezuela, Sale del clóset, Tabúes, el precio de la fama, series juveniles, entre otros.

## Versiones
- En 2015 el canal estatal TVes transmitiría un programa similar en formato y escenografía, bajo el nombre de "Sobre el escenario".[cita requerida]